# Питър Дейвид
Питър Алън Дейвид (на английски: Peter Allen David), често наричан ПАД (PAD), е изключително плодовит американски писател на бестселъри в жанровете комикс, научна фантастика, фентъзи и трилър, както и сценарист на филми и компютърни игри. Писал е и под псевдонима Дейвид Питърс (на английски: David Peters).

## Биография и творчество
Питър Дейвид е роден на 23 септември 1956 г. във Форт Мийд, Мериленд, САЩ, в семейството на Гюнтер и Далия Дейвид. Родителите на баща му емигрират от нацистка Германия през 1930 г., когато магазинът им за обувки в Берлин става обект на вандализъм. Има по-малки брат и сестра – Уоли и Бет. Майка му е родена в Израел и му предава живото си чувство за хумор. Първоначално живеят в малка къща в Блумфийлд, Ню Джърси, където учи в началното училище. После се преместват в Верона, Ню Джърси, където преминава юношеството му.
Израства с широко разпространените комикси за Супермен и Батман и определя като любим свой художник Джон Бускема. Баща му ги одобрява, но не харесва изданията на „Марвел Комикс“ за чудовища, като „Тинг“ или „Хълк“, и с костюми като „Спайдър-мен“, затова на Питър му се налага да ги чете тайно. Един ден баща му го води на изложба на комикси в Ню Йорк, където той получава автограф от създателя на „Капитан Америка“ Джак Кърби.
Питър Дейвид навлиза още млад в журналистиката. Баща му го води на прожекции на филми, за да види дали са подходящи за възрастта. Докато Гюнтер пише своите коментари в офиса на вестника, Питър пише своите, и понякога те намират място в публикуваните материали. Така Питър още на 12-годишна възраст има идеята да стане професионален писател и чете специализирана литература с желанието да бъде репортер.
По време на младежките му години в прогимназията и първата година в гимназията той губи интерес към комиксите. Неговият най-добър приятел тогава е гей и двамата са обект на злостно отношение. Въпреки че после семейството му се мести в Пенсилвания, преживяванията му във Верона оформят в него лошо отношение към града, където по-късно определя местоположението на героя си – злодея Морган Ли Фей, и от друга страна определят неговите либерални обществено-политически позиции на приемане и толерантност по отношение на ЛГБТ гражданите.
Интересът на Питър към комиксите се възражда през октомври 1975 г., когато вижда брой 95 на „Х-Мен“. Ключов момент е срещата му със Стивън Кинг при вземане на автографи. Питър му казва, че има амбиция за писатели и Кинг му написва на книгата си „Танц на ужаса“ – „Успех с писателска кариера.“ Това е и пожеланието, което сега вписва Питър на своите фенове, които му казват за същото. Влияние му оказват и други писатели като Тери Пратчет, Нийл Геймън, и особено Харлан Елисън, на когото се е опитвал да подражава.
Питър Дейвид завършва Нюйоркския университет с бакалавърска степен по журналистика. Първата му професионална работа е отразяването на Световната конференция за научна фантастика във Вашингтон през 1974 г. за „Филаделфия Бюлетин“. Опитите му в журналистиката обаче не се увенчават с успех и той се насочва към фантастиката, като първата му пуликация е в „Asimov's Science Fiction“. Опитва и на други места, но като цяло работите му са отхвърлени.
След среща на конференция на „Стар Трек“, през юни 1977 г. сключва брак с първата си жена Мира Касман, с която имат три дъщери. Разделят се през 1996 г. и се развеждат през 1998 г. През последната година се запознава с втората си жена Катлийн О'Шей, кукловод и редактор, с която сключва брак на 26 май 2001 г. Имат една дъщеря.

### Кариера в комиксите
Той се прехвърля на работа в книгоиздаването в издателство „ЕП Дътън“ като асистент редактор, а после в разпространението на издателство „Плейбой“. След това работи пет години в издателство „Марвел Комикс“ като помощник мениджър и мениджър продажби. През това време той пише истории за Спайдър-Мен.
В резултат на наличие на конфликт на интереси е бил освободен от компанията, но след това е бил поканен от новия главен редактор за работа по „Невероятният Хълк“, и му се дава пълна свобода, тъй като други не желаят да пишат по темата. Питър Дейвид въвежда много нови черти на героя, които през 2003 г. влизат в адаптацията за киното на сценариста Майкъл Франс и режисьора Анг Лий. Работата на писателя прави поредицата за Хълк от второстепенно издание в бестселър.
След като работи една година по Хълк той се обръща към „ДиСи Комикс“ за написването на 4 серии от минисериала „The Phantom“, с което преминава изцяло към писателската си кариера. Също така работи за сериите „Dreadstar“ до 1991 г., „Wolverine“ и „Merc and Justice“ до края на 80-те и началото на 90-те години, „X-Factor” (19 части) и „Spider-Man 2099“ (44 части).
В „ДиСи Комикс“ той пише известната си поредица „Аквамен“, а по-късно и „Супергърл“. В тази компания започва да участва в поредицата „Стар Трек“.
В началото на новия век едни от основните му работи са с героите „Капитан Марвел“ и „Спай бой“, „Спайдър Мен“, „Хълк“ и „Fallen Angel“. През 2005 г. участва с 11 части в поредицата „Incredible Hulk“. После поема от писателя Дан Скот поредицата „She-Hulk“ и пише частите от №22 до №38.

### Кариера в романите
Развитието на писателя като автор на романи се развива паралелно с кариерата му в комиксите. Първият му роман „Knight Life“ от поредицата „Модерният Артур“ е написан преди да започне да пише комикси, но е публикуван две години по-късно – през 1987 г.
В началото на писателската му кариера поредиците „Фотон“ и „Пси-мен“ са публикувани от издателя под псевдонима Дейвид Питърс, въпреки че той е против. По-късно са издадени под истинското му име.
През 1987 г., по искане на редактора на „Покет Букс“ Дейв Стърн, започва да участва в написването на поредицата „Стар Трек“. Романите му в нея са едни от най-известните и продавани от тази серия. Той е създател и на отделната сюжетна линия на „Стар Трек“ – „Стар Трек: Нова граница“ започната през 1997 г.
Участва през 1998 г. и в серията „Вавилон 5“ с романите „In the Beginning“ и „Thirdspace“, по които през 1994-1995 г. са направени телевизионни адаптации.
Пише много романизации на популярни научнофантастични филми.
През 2008 г. романът му „Tigerheart“ пресъздава историята за Питър Пан със смесица от нови и стари герои. Той е определен като една от най-добрите книги за ученици. В периода 2001-2009 г. издава поредицата „Сър Апропо за нищо“, а през 2007-2012 г. – „Скритите хроники на Земята“.
Освен романи и комикси Питър Дейвид пише сценарии и истории за видеоигри. Той работи едновременно по няколко проекта, като разпределя работата си по различни дни и часове в седмицата. Обикновено пише романи в сутрешните часове, а комикси в следобедните часове. Понякога прави планове за творбата, а друг път импровизира директно в процеса на писане.
По неговите думи собственият му живот оказва влияние върху героите и техните характери. Пише поредицата „Супергърл“ за дъщерите си, а „Спайбой“ за сина си. Писателят има характерен стил като смесва в своите произведения реалните световни проблеми с много хумор и препратки към поп-културата.
За произведенията си има множество номинации и е удостоен с различни награди – през 1992 г. с „Айснър“ за комикси (равнозначна на „Оскар“), през 1993 г. с наградата на феновете „Уизард“, през 1996 г. с „Актюр“, през 2007 г. с „Джули“ и през 2011 г. с медийната награда „GLAAD Media“.
Питър Дейвид е запален почитател на боулинга и на практикуването на „тай чи“. Той претърпява инсулт на 29 декември 2012 г. докато е на почивка със семейството си във Флорида. Живее в Джаксънвил и Лонг Айлънд, щат Ню Йорк.

## Произведения

### Като Питър Дейвид

#### Самостоятелни романи
- The Return of Swamp Thing (1989)
- Howling Mad (1989)
- Rahne of Terra: Wolverine (1992)
- Future Imperfect: The Incredible Hulk (1994)
- The What Savage Beast: The Incredible Hulk (1995)
- The Last Avengers Story (1996) – с Ариел Оливети
- Transformations: The Incredible Hulk (1997)
- The Ghost of the Past: The Incredible Hulk (1997)
- Eye of the Storm: Onslaught (1997)
- Supergirl (1998)
- The Beauty and the Behemoth: The Incredible Hulk (1998)
- Captain Marvel: First Contact (2001)
- Fallen Angel (2004)
- Sagittarius Is Bleeding: Battlestar Galactica 3 (2006)
- Tigerheart (2008)
- Fable: The Balverine Order (2010)
- Pulling Up Stakes (2012)
- Fearless: A Tale of a Runaway Imagination (2013)

#### Серия „Модерният Артур“ (Modern Arthur)
1. Knight Life (1987)
2. One Knight Only (2003)
3. Fall of Knight (2006)

#### Серия „Спайбой“ (Spyboy) – комикси
- Young Justice: A League of Their Own (2000)

1. The Deadly Gourmet Affair (2001)
2. Trial and Terror (2001)
3. Bet Your Life (2001)
4. Bomb Appetite (2002)
5. Spy-School Confidential (2003)
6. Young Justice (2003)
7. The M.A.N.G.A. Affair (2003)
8. Spyboy: Final Exam (2005)

#### Серия „Сър Апропо за нищо“ (Sir Apropos of Nothing)
1. Sir Apropos of Nothing (2001)
2. The Woad to Wuin (2002)
3. Tong Lashing (2003)
4. Gypsies, Vamps, and Thieves (2009) – с Робин Ригс

#### Серия „Скритите хроники на Земята“ (Hidden Earth Chronicles)
1. The Darkness of the Light (2007)
2. Heights of the Depths (2012)

#### Серия „Бен 10: Извънземна сила“ (Ben 10 Alien Force)
1. Doom Dimension: Volume 1 (2010)
2. Doom Dimension: Volume 2 (2010)

#### Серия „Измислица“ (Fable)
1. Blood Ties (2011)
2. Jack of Blades (2012)
3. Reaver (2012)

#### Самостоятелни графични романи
- The Death of Jean Dewolff: Amazing Spider Man (1990)
- DC Versus Marvel (2010)
- Fallen Angel Omnibus Volume 0 (2010)
- Fallen Angel Reborn (2010)

#### Романизации на филми
- The Rocketeer (1990)
- Batman Forever (1995) – с Джанет Скот-Бачлър, Лий Бачлър, Акива Голдсман и Боб Кейн
- Fantastic Four (2005)
- Hulk (2003)
- The Incredible Hulk (2008)
- Спайдър-мен: Невероятните приключения на човека-паяк, Spider-Man (2002)
- Spider-Man 2 (2004)
- Spider-Man 3 (2007)
- Iron Man (2008)
- Transformers: Dark of the Moon (2011)
- Battleship (2012)
- After Earth (2013)

#### Участие в общи серии с други писатели

##### Серии „Стар Трек“ (Star Trek)

###### Серия „Стар Трек: Оригиналният сериал“ (Star Trek: The Original Series)
- Beam Me Up, Scotty (1987)

57. Проход между световете, The Rift (1991)
59. Без наследство, The Disinherited (1992)
76. The Captain's Daughter (1995)
от серията има още 135 романа от различни автори

###### Серия „Стар Трек: Следващата генерация“ (Star Trek: The Next Generation)
5. Strike Zone (1989)
10. A Rock and a Hard Place (1989)
12. Doomsday World (1990) – с Кармен Картър, Майкъл Ян Фрийдман и Робърт Грийнбъргър
18. Q-In-Law (1991)
55. Double or Nothing (1999)
- Vendetta (1991)
- Imzadi (1992)
- Q-Squared (1994)
- Triangle (1996)
- I,Q (1999)
- Before Dishonor (2007)

от серията има още 119 романа от различни автори

###### Серия „Стар Трек: Дълбок космос 9“ (Star Trek: Deep Space Nine)
2. The Siege (1993) – с Джоан Сутер
20. Wrath of the Prophets (1997) – с Майкъл Ян Фрийдман и Робърт Грийнбъргър
от серията има още 64 романа от различни автори

###### Серия „Стар Трек“ (Star Trek)
- Who Killed Captain Kirk? (1993)

от серията има още 111 романа от различни автори

###### Серия „Стар Трек: Академия на Звездната флота-ТНГ“ (Star Trek: Starfleet Academy-TNG)
1. Worf's First Adventure (1993)
2. Line of Fire (1993)
3. Survival (1993)

от серията има още 11 романа от различни автори

###### Серия „Стар Трек: Приключенията на капитан Сулу“ (Star Trek: Captain Sulu Adventure)
- Cacophony (1994)

от серията има още 2 романа от различни автори

###### Серия „Стар Трек: Нова граница“ (Star Trek: New Frontier)
1. Into the Void (1997)
2. The Two-Front War (1997)
3. End Game (1997)
4. Martyr (1998)
5. Fire on High (1998)
6. The Quiet Place (1999)
7. Dark Allies (1999)
8. Double Time (2000) – графичен роман
9. Requiem (2000)
10. Renaissance (2000)
11. Restoration (2000)
12. Being Human (2001) – издаден и като „Walk Like a Man“
13. Gods Above (2003)
14. Stone and Anvil (2003)
15. After the Fall (2004)
16. Missing in Action (2006)
17. Treason (2009)
18. Blind Man's Bluff (2011)

###### Серия „Стар Трек: Капитан Тейбъл“ (Star Trek: Captain's Table)
5. Once Burned (1998)
от серията има още 6 романа от различни автори

###### Серия „Стар Трек: Портали“ (Star Trek: Gateways)
6. Cold Wars (2001)
7. What Lay Beyond (2002) – с Даян Кери и Кейт Декандидо
от серията има още 5 романа от различни автори

##### Серия „Извънземна нация“ (Alien Nation)
3. Body and Soul (1993)
от серията има още 7 романа от различни автори

##### Серия „Батман“ (Batman)
- Батман завинаги, Batman Forever (1995)

от серията има още 116 романа от различни автори

##### Серия „Динотопия“ (Dinotopia Digest Novels)
8. The Maze (1998)
от серията има още 15 романа от различни автори

##### Серии „Вавилон 5“ (Babylon 5)

###### Серия „Вавилон 5: Романизации“ (Babylon 5: Episode Novelizations)
- In the Beginning (1998)
- Thirdspace (1998)

от серията има още 3 романа от различни автори

###### Серия „Вавилон 5“ (Babylon 5)
13. The Long Night of Centauri Prime (1999)
14. Armies of Light and Dark (2000)
15. Out of the Darkness (2000)
от серията има още 34 романа от различни автори

##### Серия „Колчак: Нощният преследвач“ (Kolchak: The Night Stalker)
- The Night Stalker Chronicles (2005) – с Илейн Бергстром, Макс Алън Колинс, Марк Доуидзиак, П. Н. Елрод, Ед Горман, С. Дж. Хендерсън, Стюарт Камински, Брет Матюс и Робърт E. Уайнбърг

от серията има още 8 романа от различни автори

##### Серия „Фантастичната четворка“ (Fantastic Four)
- What Lies Between (2007)

от серията има още 7 романа от различни автори

##### Серия „Ангел“ (Angel)
- Angel: Spotlight (2007) – с Джей Фийбър, Боб Гил, Дан Джолей, Джеф Мариот, Дейвид Месина, Майк Нортън, Марк Пенингтън и Скот Типтън
- Angel: The End (2011) – с Джеф Мариот и Бил Уилингъм
- Angel: Yearbook (2012)

от серията има още 31 романа от различни автори

##### Серия „Върколака“ (Wolverine)
- Election Day (2008)

от серията има още 12 романа от различни автори

##### Серия „Бойна звезда Галактика 2“ (Battlestar Galactica 2)
- Battlestar Galactica Trilogy (2009) – сборник с Крейг Шоу Гарднър и Стивън Харпър

от серията има още 10 романа от различни автори

##### Серия „След Земята“ (After Earth)
- A Perfect Beast (2013) – в съавторство с Майкъл Ян Фрийдман и Робърт Грийнбъргър

##### Други поредици комикси

###### Серия „Аквамен“ (Aquaman)
- The Atlantis Chronicles (1990) – 7 части
- Time and Tide (1996) – с Кърк Джарвинен
- Aquaman vol.5 (1994–1998)

###### Серия „Супергърл“ (Supergirl)
- Supergirl (1998) – с Гари Франк и Тери Додсън
- Many Happy Returns (2003) – с Ед Бенеш

#### Новели
- Demon Circle (2011) – с Майкъл Ян Фрийдман, Робърт Грийнбъргър, Глен Хауман и Аарон Розенбърг

#### Разкази
- The Undeadliest Game (1994) – с Бил Муми
- Moonlight Becomes You (1996)

#### Документалистика
- But I Digress (1994)
- Writing for Comics with Peter David (2006)
- More Digressions: A New Collection of 'But I Digress' Columns (2009)

### Като Дейвид Питърс

#### Серия „Фотон“ (Photon)
1. For the Glory (1987)
2. High Stakes (1987)
3. In Search of Mom (1987)
4. This Is Your Life, Bhodi Li (1987)
5. Exile (1987)
6. Skin Deep (1988)

#### Серия „Пси-мен“ (Psi-Man)
1. Mind-Force Warrior (1990)
2. Deathscape (1991)
3. Main Street D.O.A. (1991)
4. The Chaos Kid (1991)
5. Stalker (1991)
6. Haven (1992)

### Филмография
- 1994 Trancers 4: Jack of Swords – видео и участие
- 1994 Oblivion – сценарий и участие
- 1994 Trancers 5: Sudden Deth – видео, история
- 1994-1995 Babylon 5 – ТВ сериал, история – 2 епизода
- 1996 Oblivion 2: Backlash – история и участие
- 1996 Space Cases – ТВ сериал, като Бен
- 1999 Crusade – ТВ сериал, история – 1 епизода
- 2002 Darth Vader's Psychic Hotline – като имперски офицер
- 2004 Comic Book: The Movie – участие
- 2009 Ben 10: Alien Force – ТВ сериал, история – 1 епизода
- 2011 Spider-Man: Edge of Time – видео игра, история
- 2010-2011 Ben 10: Ultimate Alien – ТВ сериал, история – 3 епизода
- 2011-2012 Young Justice – ТВ сериал, история – 3 епизода